# Думбия (дем Полигирос)
 Тази статия е за селото в Гърция.  За селото в Сърбия вижте Думбия (община Търговище).  
Думбия (на гръцки: Δουμπιά) е село в Егейска Македония, Гърция, част от дем Полигирос в административна област Централна Македония.

## География
Думбия е разположен в центъра на Халдикидическия полуостров в северното подножие на планината Хортач.

## История
Църквата „Света Параскева“ е от 1852 година. Александър Синве („Les Grecs de l’Empire Ottoman. Etude Statistique et Ethnographique“), който се основава на гръцки данни, в 1878 година пише, че в Дупджия (Doupdjia), Ардамерска епархия, живеят 300 гърци.
В 1912 година, по време на Балканската война, в Думбия влизат гръцки части и след Междусъюзническата война в 1913 година остава в Гърция. До 2011 година Думбия е част от дем Антемундас.

## Личности
Родени в Думбия
- Димитриос Думбиотис (1874 – 1917), гръцки революционер
- Константинос Думбиотис (1793 – 1865), гръцки революционер
- Манолис Мициас (р. 1946), гръцки музикант

Други
- Николаос Думбиотис (1866 – 1951), гръцки военен и революционер, по произход от Думбия